# Маряново (Шамотульський повіт)
Маряново (пол. Marianowo) — село в Польщі, у гміні Вронки Шамотульського повіту Великопольського воєводства.
Населення — 246 осіб (2011).
У 1975-1998 роках село належало до Пільського воєводства.

## Демографія
Демографічна структура станом на 31 березня 2011 року:
|          | Загалом | Допрацездатний вік | Працездатний вік | Постпрацездатний вік |
| -------- | ------- | ------------------ | ---------------- | -------------------- |
| Чоловіки | 109     | 25                 | 73               | 11                   |
| Жінки    | 137     | 38                 | 75               | 24                   |
| Разом    | 246     | 63                 | 148              | 35                   |